# Dutch Bros. Coffee
Dutch Bros. Coffee is de grootste keten van drive-through koffiehuizen in de Verenigde Staten. Het hoofdkantoor is gevestigd in Grants Pass, Oregon. Het bedrijf telt meer dan 300 verkooppunten, die deels in eigendom zijn en deels als franchise. De vestigingen zijn met name over het westen van de VS verspreid.
Het bedrijf is op 12 februari 1992 opgericht door Dane en Travis Boersma, twee broers van Nederlandse afkomst. Dit hebben de broers dan ook verwerkt in hun logo, dat een windmolen voorstelt. Anno 2018 is het bedrijf gegroeid tot ruim 300 vestigingen, waarvan slechts enkele een overdekte zitgelegenheid hebben. De koffiezaak verkoopt een divers aanbod van koffie, andere dranken met cafeïne, maar ook dranken als thee, energiedrankjes, smoothies, warme chocolademelk, frisdrank en limonade. Het bedrijf rust op drie kernwaarden: kwaliteit, snelheid en service.